# Betekeredve
A Betekeredve (eredeti cím: Under Wraps) 2021-es amerikai fantasy film, amelyet Alex Zamm rendezett, az 1997-es Kössétek be magatokat! című film remake-je. A főbb szerepekben Christian J. Simon, Malachi Barton, Sophia Hammons és Phil Wright látható.
Amerikában 2021. október 1-én mutatta be a Disney Channel. Magyarországon 2021. október 30-án mutatta be a Disney Channel.

## Cselekmény
Néhány nappal Halloween előtt a 12 éves Gilbert és barátai, Marshall és Amy véletlenül felélesztenek egy múmiát, akit a szomszéd pincéjében találtak. A múmiát Haroldnak hívják. Még halloween előtt vissza kell vinniük a nyughelyére. Útközben egy bűnözői csoporttal találkoznak, akik el akarják adni a múmiát. Amikor Haroldot elfogják a három barátnak kell kiszabadítaniuk Haroldot.

## Szereplők
| Szereplő                 | Színész              | Magyar hang          |
| ------------------------ | -------------------- | -------------------- |
| Gilbert Anderson         | Christian J. Simon   | Csurgai Márk         |
| Marshall                 | Malachi Barton       | Vida Bálint          |
| Amy                      | Sophia Hammons       | Boldog Emese         |
| Harold, a múmia          | Phil Wright          | Szrna Krisztián      |
| Buzzy                    | Melanie Brook        | Pekár Adrienn        |
| Kubot                    | Brent Stait          | Czvetkó Sándor       |
| Diane, Marshall anyukája | Jordana Largy        | Ligeti Kovács Judit  |
| Ted, Diane barátja       | Jaime M. Callica     | Seszták Szabolcs     |
| Ingrid Ravensworth       | Karin Konoval        | Bessenyei Emma       |
| Ms. Pratt                | April Cameron        | Kokas Piroska        |
| biztonsági őr            | Garvin Cross         | Németh Attila István |
| Todd                     | Josh Zaharia         | Berecz Kristóf Uwe   |
| Hersh                    | Ryan Jefferson Booth | Fehér Péter          |
| Gordo                    | Leo Chiang           | Juhász Zoltán        |
| Drakula jelmezes fiú     | Jude Wilson          | Szabó Andor          |

### Magyar változat
- Bemondó: Bordi András
- Magyar szöveg: Boros Karina
- Hangmérnök: Bogdán Gergő
- Vágó: Kránitz Bence
- Gyártásvezető: Rába Ildikó
- Szinkronrendező: Dobay Brigitta
- Produkciós vezető: Orosz Katalin

A szinkront az SDI Media Hungary készítette.

## Gyártás
2020. november 13-án jelentették be a film premierjét. A Christian J. Simon, Malachi Barton, Sophia Hammons és Phil Wright a főszereplők, rendezője Alex Zamm.